# Drevfjällen
Drevfjällen är ett naturreservat i Älvdalens kommun i Dalarnas län.
Området är naturskyddat sedan 1993 och är 33 222 hektar stort. Reservatet omfattar lågfjäll med mjukt rundade former och består av  fjällbjörkskog på kalfjället och därnedanför gles tallskog och myrmarker.